# 장학성

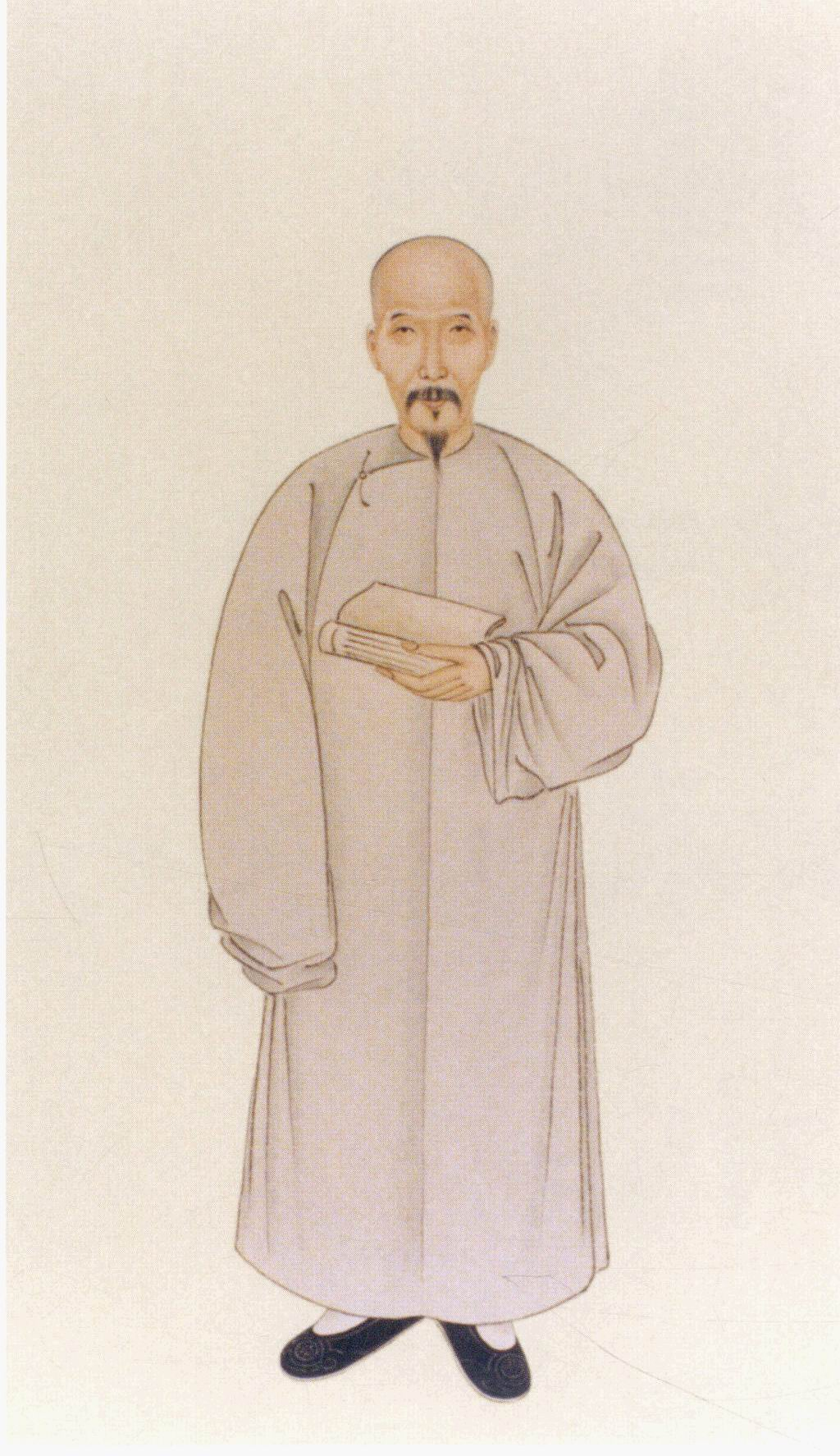
청대학자상전에 나오는 장학성의 그림

장학성(章學誠, 1738년, 절강성 소흥 ~ 1801년)은 청나라의 사학자, 작가 및 철학자다. 그의 부친과 조부는 정부 관리였으나 장학성은 고위 관직에 진출하지 않고 학문에 전념했다. 장학성의 역사적 과정에 대한 사상은 다양한 측면에서 혁명적이었고 청나라 시대의 가장 계몽적 역사이론가들 중 한 명이었으나 대부분의 생애를 가난하게 살았으며 19세기 후반까지 장학성의 학문적 성과는 비교적 인정받지 못하였다. 그는 유교의 6경을 모두 역사책으로 파악할 수 있다는 주장인 ‘육경개사설’(六經皆史說) 및 저서 《문사통의》(文史通義)로 알려져 있다.